# El Coyol, Tlachichilco
El Coyol är en ort i Mexiko.   Den ligger i kommunen Tlachichilco och delstaten Veracruz, i den sydöstra delen av landet, 170 km nordost om huvudstaden Mexico City. El Coyol ligger 461 meter över havet och antalet invånare är 219.
Terrängen runt El Coyol är kuperad. Runt El Coyol är det ganska glesbefolkat, med 34 invånare per kvadratkilometer. Närmaste större samhälle är Tlachichilco, 6,1 km söder om El Coyol. I omgivningarna runt El Coyol växer huvudsakligen savannskog.